# Olesja Iwanowna Barel
Olesja Iwanowna Barel (russisch Олеся Ивановна Барель; * 9. Februar 1960 in Kostroma, Russische SFSR, Sowjetunion) ist eine ehemalige professionelle russische Basketballspielerin, die für die Sowjetunion angetreten ist.
Olesja Barel gewann bei den Olympischen Spielen 1988 mit der sowjetischen Mannschaft die Bronzemedaille. Die sechsmalige Europameisterin (1980, 1981, 1983, 1985, 1987 und 1989) gewann 1983 auch den Weltmeistertitel, dabei schlug die sowjetische Mannschaft im Finale die US-amerikanische Mannschaft mit 84:82.
In den 1990er Jahren spielte Barel für den französischen Verein Challes-les-Eaux Basket, einen belgischen und einen russischen Verein.